# Tojice
Tojice (německy Tojitz) jsou obec v okrese Plzeň-jih v Plzeňském kraji. Leží na cyklotrase z Plzně Koterova do Lnář. Žije zde 109 obyvatel.

## Historie
První písemná zmínka o obci pochází z roku 1371.

## Obyvatelstvo
| Rok            | 1869 | 1880 | 1890 | 1900 | 1910 | 1921 | 1930 | 1950 | 1961 | 1970 | 1980 | 1991 | 2001 | 2011 | 2021 |
| -------------- | ---- | ---- | ---- | ---- | ---- | ---- | ---- | ---- | ---- | ---- | ---- | ---- | ---- | ---- | ---- |
| Počet obyvatel | 201  | 245  | 230  | 225  | 234  | 245  | 243  | 166  | 165  | 143  | 115  | 101  | 97   | 80   | 93   |
| Počet domů     | 31   | 36   | 38   | 42   | 40   | 42   | 45   | 47   | 47   | 45   | 37   | 43   | 46   | 49   | 54   |

## Obecní správa
Mezi lety 1869–1950 Tojice byly obcí v okrese Přeštice (1869–1930) a později v okrese Blovice. V letech 1961–1991 patřily jako část obce k Vrčeni a od 1. ledna 1992 jsou opět samostatnou obcí v okrese Plzeň-jih.

## Pamětihodnosti
Obec má jedinou sakrální památku, kapli sv. Vavřince, kterou zdobí obraz Madony od akademického malíře Stanislava Staňka. Dále se zde nacházejí boží muka a pomník padlých v první světové válce.

## Kultura a příroda
V obci je dětské hřiště, rybníček V loučkách a Bílý potok, ve kterém žijí nutrie říční.

## Podnikatelské aktivity
Působí zde[kdy?] několik podnikatelských subjektů (FK VRATA, Josef Balík - mechanizované zemní práce, KOVOVÝROBA TOJICE s.r.o. a OBRETA).[zdroj?]